# Zoomobjektiv

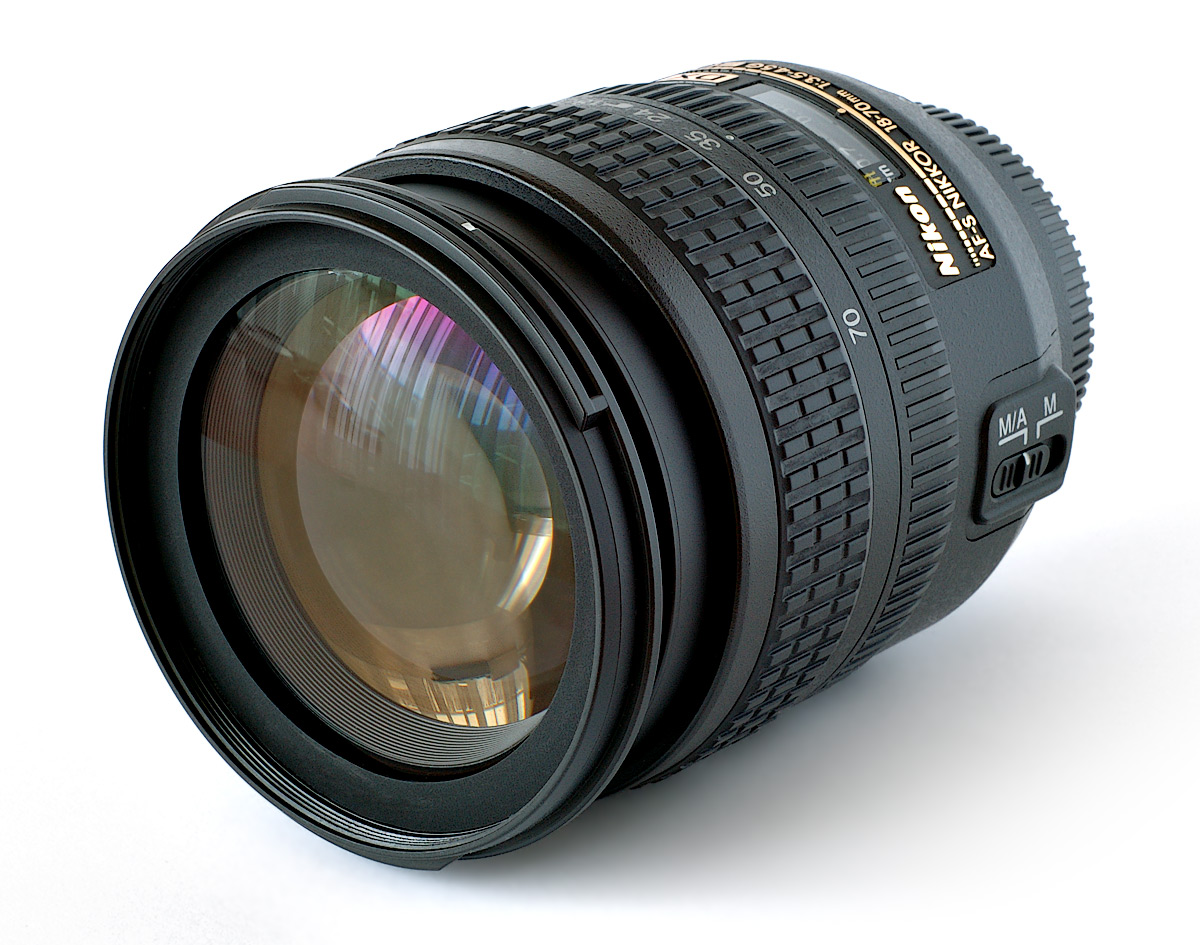
18-70mm zoomobjektiv

Optisk princip.

Den synbara effekten då zoomobjektiv används.

Zoomobjektiv är objektiv för en kamera där man enkelt kan förändra brännvidden, och används främst till att fotografera på olika avstånd. Det finns en enklare variant av zoomobjektiv som kallas varifokal. I dessa objektiv är inte skärpe- och zoominställningarna synkroniserade. Varifokalen finns på en del dataprojektorer, där behovet att zooma är begränsat.
Generellt för zoomobjektiv är att de innehåller många linser och dessa stjäl ljus. Man brukar tala om objektivets optiska ljusstyrka och dess fotometriska ljusstyrka. I äldre zoomobjektiv kunde den fotometriska ljusstyrkan vara ett helt bländarsteg lägre än den optiska. Ett zoomobjektiv kan innehålla så många som 19 linselement. När datorstyrda kompaktkameror kom på marknaden försåg industrin dessa med en ny typ av zoomkonstruktion.
Kameraautomatiken arbetar med ett zoomobjektiv vars ljusstyrka varierar med brännvidden. Det anses att ett zoomobjektiv medger sämre skärpa än ett fast objektiv, men stora förbättringar har gjorts av industrin på senare år. I synnerhet är objektiv med ett kort zoomområde bra och telezoomobjektiven har förbättrats.
Det medger att ett negativ kan förstoras åtta gånger utan att optiska fel blir störande. Alternativ till zoommöjlighet i objektivet är att delförstora ett negativ eller beskära en digital bild taget med fast optik. Många zoomobjektiv för småbildskameror har sedan länge makroinställning, och det brukar inte vara några svårigheter med vissa digitalkameror att fokusera på motiv som ligger bara någon dm framför. Där sker också förbättringar av zoomobjektivens kvalitet.

## Zoomning
Zoomning, att zooma, kallas det när man i film eller video förstorar eller förminskar ett parti under filmens gång: zoomar in och zoomar ut. Det kan även vara en bildskärm, videoprojektor eller annan apparat som har en funktion för zoomning.
Optisk zoom innebär att det sker optiskt med ett objektiv eller liknande. Digital zoom innebär att det sker genom interpolation, en förändring av den digitala bilden.